# Marek Hawełko
Marek Hawełko (ur. 10 sierpnia 1959) – polski szachista, mistrz międzynarodowy od 1984 roku.

## Kariera szachowa
W 1978 r. zdobył w Bolesławcu tytuł mistrza Polski juniorów do 20 lat. W latach 1979–1989 sześciokrotnie uczestniczył w finałach indywidualnych mistrzostw Polski, w 1986 r. w Bytomiu zdobywając medal złoty, a w 1987 r. we Wrocławiu – brązowy. W barwach klubu "Avia" Świdnik zdobył cztery medale drużynowych mistrzostw Polski: złoty (1982), dwa srebrne (1979, 1980) oraz brązowy (1981). Był również brązowym medalistą drużynowych mistrzostw Polski w szachach błyskawicznych (1977). W 1984 r. zwyciężył w międzynarodowym turnieju w Rzeszowie.
Reprezentował Polskę na dwóch olimpiadach szachowych w 1986 i 1988 r., na których rozegrał ogółem 23 partie.
Najwyższy ranking w karierze osiągnął 1 lipca 1986 r., z wynikiem 2480 punktów zajmował wówczas 1. miejsce wśród polskich szachistów. Od 1996 r. nie występuje w turniejach klasyfikowanych do szachowego rankingu ELO.